# Someșul Mic
Il Someșul Mic (dal rumeno Piccolo Someș; in ungherese Kis-Szamos) è un fiume della Romania nord-occidentale (distretto di Cluj). Nasce alla confluenza tra il Someșul Rece ("Someș freddo") e il Someșul Cald ("Someș caldo"), a Gilău, mentre sfocia, dopo aver percorso 178 km, nel Someș, vicino a Dej. I chilometri quadrati che occupa il suo bacino sono pari a 3773. Tra i centri principali che il Someșul Mic attraversa nel suo cammino verso est e verso nord rientrano Cluj-Napoca, Apahida e Gherla.

## Descrizione
I seguenti grandi agglomerati (indicati in corsivo) e piccoli insediamenti sono situati lungo il fiume Someșul Mic, qui elencati dalla sorgente alla foce: Gilău, Luna de Sus, Florești, Gârbău, Cluj-Napoca, Sânnicoară, Apahida, Jucu de Mijloc, Jucu de Sus, Răscruci, Bonțida, Fundatura, Iclozel, Livada, Hășdate, Gherla, Mintiu Gherlii, Petrești, Salatiu, Mănăstirea, Mica.

## Affluenti

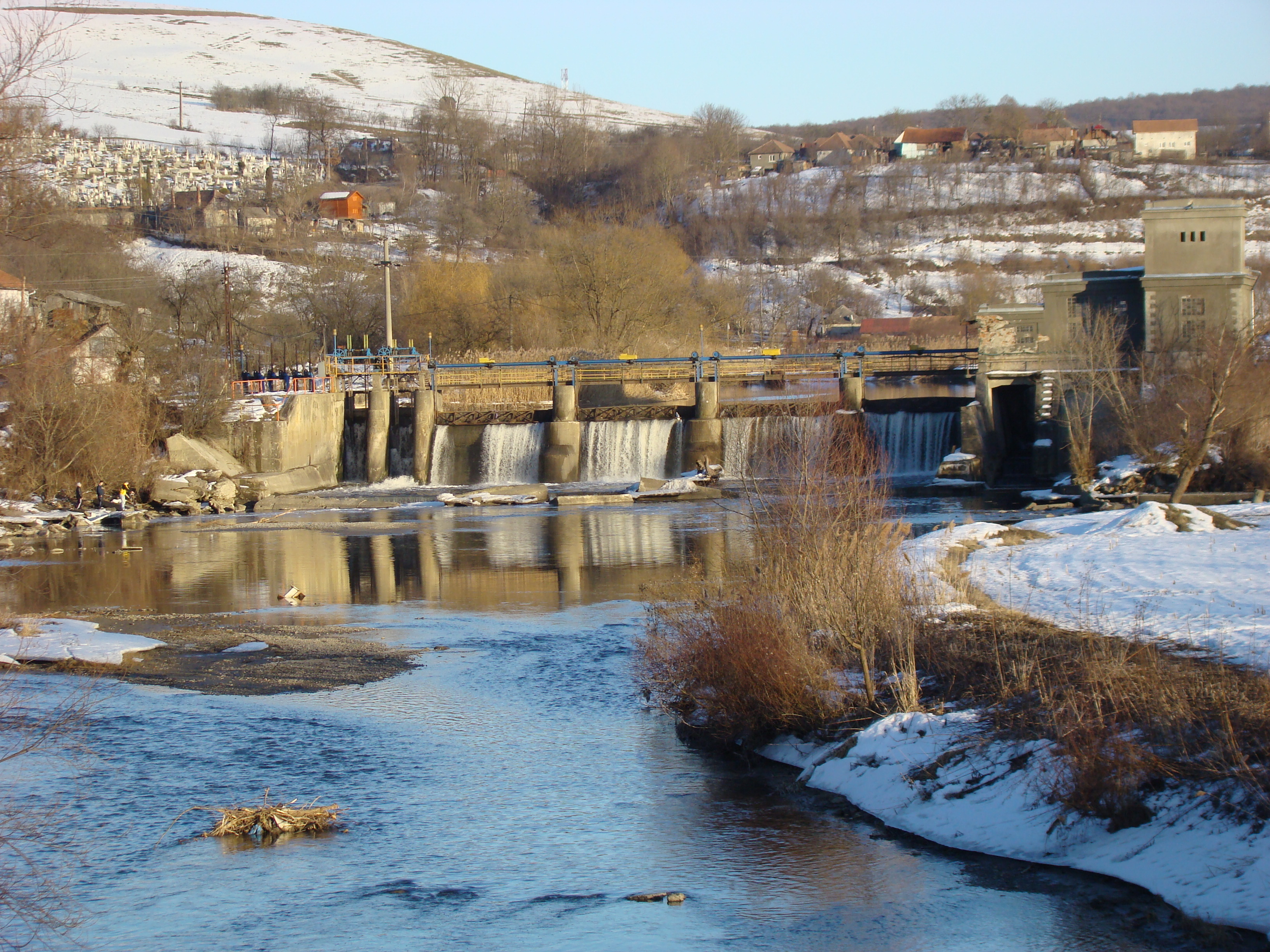
Il fiume Someșul Mic presso la centrale idroelettrica di Mănăstirea

I seguenti fiumi sono affluenti del fiume Someșul Mic:
- Da sinistra: Someșul Cald, Căpuș, Nadăș, Pârâul Chintenilor, Valea Caldă, Feiurdeni, Borșa, Lonea, Lujerdiu, Valea Mărului, Orman, Nima, Pârâul Ocnei
- Da destra: Someșul Rece, Feneș, Gârbău, Becaș, Zăpodie, Mărăloiu, Gădălin, Fizeș, Bandău.